# Olea tsoongii
Espèce
Classification phylogénétique
Olea tsoongii (Merrill) P. S. Green (en langue chinoise translittérée : yun nan mu xi lan) est une plantes à fleurs du genre Olea et de la famille des Oleaceae. C'est un arbre ou un arbuste qui pousse en Asie (Cambodge, Chine, Indonésie, Malaisie, Thaïlande, Singapour et Vietnam).

## Description

### Appareil végétatif
Ce sont des buissons ou des arbres de 3 à 15 m de  haut, polygamo-dioïques. Les petites branches sont cylindriques et allongées, finement pubescentes à glabrescentes.
Les pétioles des feuilles ont de 3 à 10 mm de longueur, pubescents à finement pubérulents. Le limbe des feuilles est oblancéolé, obovale-elliptique, elliptique ou elliptique-oblong, (3-)4 à 9(-14) par (1,5-) 2 à 3(-6) cm, coriaces, glabres ou pubérulent le long de la nervure centrale spécialement près du pétiole, la base est atténuée, la marge est entière ou finement dentelée, les dents sont aigües et mesurent 0,5 mm, l'apex est aigu à obtus ou arrondi, souvent légèrement acuminé ; les nervures primaires sont au nombre de 5 à 7 de chaque côté de la nervure centrale, souvent obscures.

### Appareil reproducteur
Les inflorescences sont axillaires, paniculées, 2–10 cm, pubérulent à glabrescent.
Les fleurs sont généralement en groupes subumbellés, blanches, jaunâtre ou rouge. Elles sont staminées avec un pédicelle de 1–5 mm, étroites, glabres. Le calice fait 1-1.5 mm. La corolle mesure 2-3.5(-4.5) mm. Les lobes sont largement en forme de delta, mesurent0.5-1.2 mm.
Les fleurs bisexuées ont un pédicelle de 0–2 mm. Le calice est identique à celui des fleurs staminées. La corolle mesure 2-4.5 mm. Les lobes font 0.5-1.5 mm.
La drupe est pourpre-noire, ovoïde ou globuleuse, en forme de long ellipsoïde, ou sub globulaire. Elle mesure de 6-13 × 3–9 mm.
La floraison a lieu de février à novembre. La fructification a lieu de mai à décembre.

### Répartition géographique
- En Chine, on le trouve dans les forêts et les fourrés, entre 800 et 2.300 m dessous de 700 m. On le rencontre dans les provinces de Guangdong, Guangxi, Guizhou, Sichuan, Yunnan et Hainan.

On le trouve également en Asie tropicale :
- Indochine : Cambodge, Thaïlande et Vietnam.
- Péninsule Malaise : Indonésie, Malaisie et Singapour.

## Synonymes
- Ligustrum tsoongii Merrill, Philipp. J. Sci. 21: 506. 1922;
- Olea brevipes L. C. Chia;
- O. yuennanensis Handel-Mazzetti;
- O. yuennanensis var. xeromorpha Handel-Mazzetti.
- Olea dioica Roxburgh, qui n'est pas présent en Chine, a été reconnu dans FRPS sur la base d'un plant mal identifié d'Olea tsoongii.

## Utilisations
L'huile extraite des graines est utilisée pour l'alimentation et l'industrie.

## Sources
Pour des articles plus généraux, voir Oleaceae et Olea.